# Poundland
Poundland est une chaine de magasins à prix unique britannique qui vend la plupart de ses produits au prix d'une livre sterling.
La chaine est fondée en 1990 par un père et son fils avec l'ouverture d'un premier magasin à Burton upon Trent. En 2002, l'entreprise est rachetée par Advent International en 2002 pour 50 millions de livres, avant d'être revendue en 2010 à Warburg Pincus pour 200 millions de livres.